# 前嶋重機
前嶋 重機（まえしま しげき、1974年2月6日 - ）は、日本の漫画家、イラストレーター。
妻は漫画家の伊藤悠。

## 人物
自称「変なもの好き」。複数のゲーム会社勤務を経ており、カプコン在籍時の同僚であった作家の古橋秀之とは現在も仲が良く、度々一緒に仕事をしている。2010年には画集も出版された。

## 主な作品

### 漫画
- 仄冥き姫の吐息（Comickers Art Styleにて連載、未単行本化）
- DRAGON FLY（robot→季刊GELATINにて連載、全2巻）
- レキオス（原作：池上永一、ヤングガンガンにて連載、全2巻）
- デュランダル-不朽の刃-（電撃大王ジェネシスにて連載、既刊1巻）
- ルサルカ（ヤングガンガンにて掲載、前後編読み切り作品）

### 小説イラスト
- ブライトライツ・ホーリーランド（古橋秀之） - 表紙絵、挿絵
- タツモリ家の食卓シリーズ（古橋秀之） - 表紙絵、挿絵
- 復活の地シリーズ（小川一水） - 表紙絵
- 蟲忍 ―ムシニン―（古橋秀之） - 原案、表紙絵、挿絵
- 人形つかい（ロバート・A・ハインライン） - 表紙絵
- 銀河市民（ロバート・A・ハインライン） - 表紙絵
- マグナカルタシリーズ（原案：岡崎純子、著者：氷上彗一、挿絵：キム・ヒョンテ） - 口絵
- リネージュII 解放されし者（手塚一郎） - 表紙絵、挿絵
- 戦う司書シリーズ（山形石雄） - 表紙絵、挿絵
- 老人と宇宙シリーズ（ジョン・スコルジー） - 表紙絵
  - 老人と宇宙、遠すぎた星、最後の星戦、ゾーイの物語、戦いの虚空。
- サイボーグ士官ジェニー・ケイシーシリーズ（エリザベス・ベア） - 表紙絵
  - HAMMERED 女戦士の帰還、Scardown 軌道上の戦い、WORLDWIRED 黎明への使徒。
- グリムスペース（アン・アギアレイ） - 表紙絵
- 高天原探題（三島浩司） - 表紙絵
- 量子怪盗（ハンヌ・ライアニエミ） - 表紙絵
- テラフォーマーズ THE OUTER MISSION II アウトサイダー（藤原健市） - 口絵、挿絵

### アニメ
- The Five Killers（ゴンゾ、アメリカでの放送用アニメーション、凍結中） - キャラクターデザイン
- 機動戦士ガンダム 鉄血のオルフェンズ - 設定協力

### ゲーム
- Wonderland Wars - キャラクターデザイン
- CHUNITHM -チュウニズム- - 一部キャラクターデザイン
- ファイアーエムブレム ヒーローズ - 一部キャラクターデザイン

### その他
- 空談師（篠房六郎） - キャラクターデザイン協力、アシスタント

### 画集
- SERENDIPITY 前嶋重機画集 ISBN 978-4-0878-0557-4